# Hong Kong Cultural Centre Complex

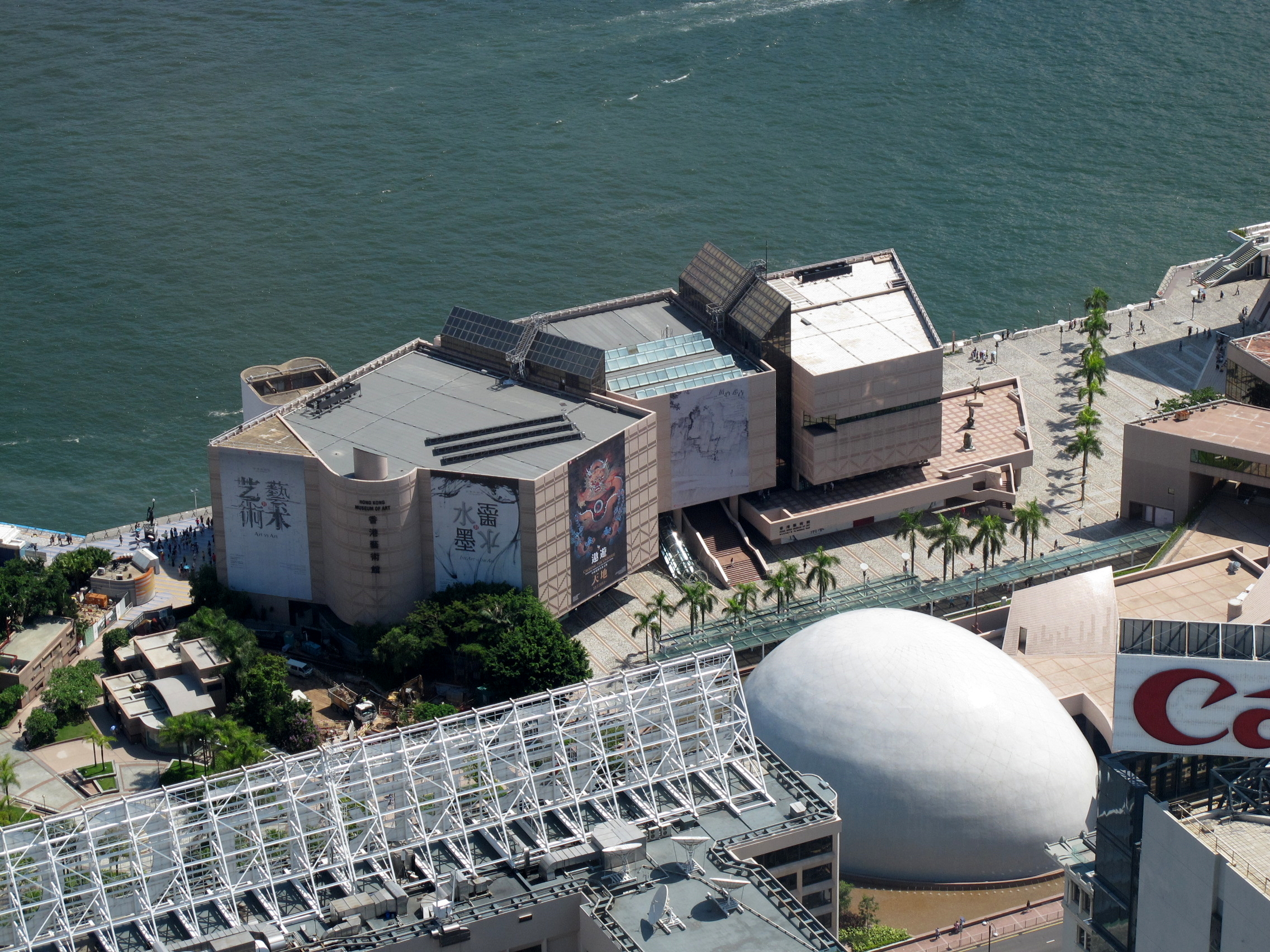
Hong Kong Cultural Centre Complex (částečný pohled)

Kulturní komplex Hong Kong Cultural Center Complex, zkráceně HKCCC, je soubor muzeí a dalších kulturních institucí v bývalém obvodu Tsim Sha Tsui na jihu Kowloonu v Hongkongu. Tato promenáda se rozléhá podél Salisbury Road, probíhající severně, a pobřežím přístavu Victoria Harbour na jihu.

## Hong Kong Cultural Centre Complex
Komplex zahrnuje vesmírné muzeum Hong Kong Space Museum (otevřeno v roce 1980), kulturní středisko Hong Kong Cultural Center (1989), muzeum umění Hong Kong Museum of Art (1991) a zahradu Salisbury Garden (1997), která byla v roce 2014 rozšířena o tzv. náměstí umění Art Square. O komplex se stará odbor volného času a kulturních služeb Leisure and Cultural Services Department (LCSD).
Po více než dvaceti letech existence kulturního komplexu se provozovatel LCSD rozhodl provést obnovu a rozšíření. V lednu 2013 byl předložen pracovní  papír s návrhy, který obsahoval krátkodobá a dlouhodobá opatření:
- krátkodobý plán, který měl být proveden ve dvou fázích, zahrnoval nejen přestavbu zahrad, ale také zřízení tzv. náměstí umění  Art Square do roku 2014 pro výstavy děl místních umělců.[1]
- dlouhodobý plán zahrnoval modernizaci muzea umění (2015–2019)[2][3], modernizaci kosmického muzea (2018)[4] a generální opravu kulturního centra.[1]

### Kosmické muzeum Hong Kong Space Museum

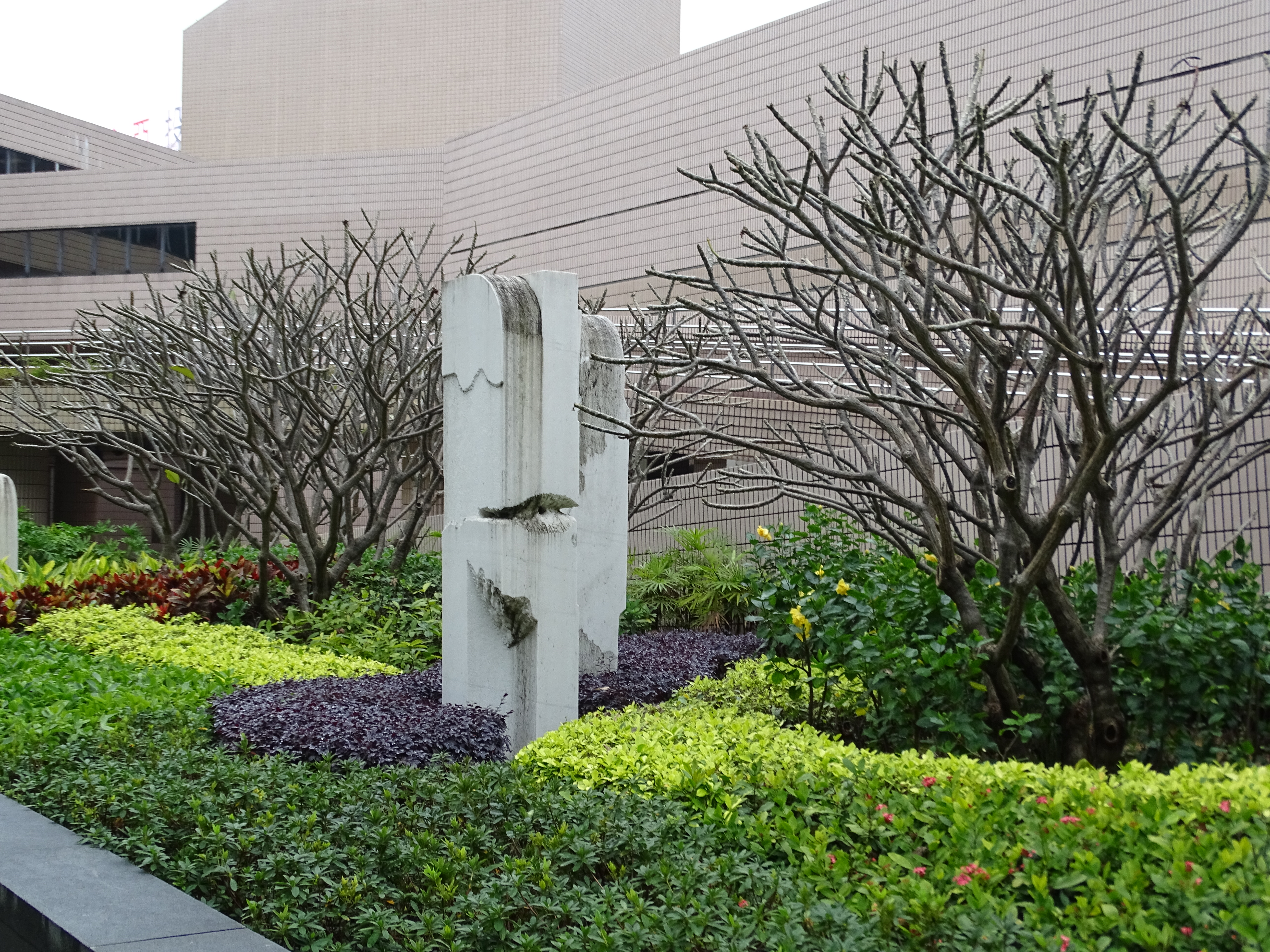
Salisbury Garden, v pozadí Hong Kong Space Museum

Kosmické resp. vesmírné muzeum pro astronomii Hong Kong Space Museum (čínsky: 香港 太空 館) se skládá z planetária a dvou výstavních objektů: „Síň kosmické vědy“ (Hall of Space Science) a „Síň astronomie“ (Hall of Astronomy). Plánováno bylo již od roku 1961, otevřeno ale až roku 1980.

### Kulturní centrum Hong Kong Cultural Center
Kulturní centrum Hong Kong Cultural Center (čínsky: 香港 文化 中心) se skládá z koncertního sálu s více než 2 000 místy, divadla pro operu, taneční, divadelní a baletní představení pro více než 1 700 diváků, studijního divadla a z výstavní galerie. Budova byla otevřena 8. listopadu 1989.

### Muzeum umění Hong Kong Museum of Art
Muzeum umění Hong Kong Museum of Art (čínsky: 香港 藝術館) je nejdůležitější muzeem umění v Hongkongu. Cílem muzea je zachovat čínské kulturní dědictví a propagovat hongkongské umění. Muzeum má pozoruhodnou sbírku s více než 16 000 uměleckých předmětů. Muzeum bylo v roce 2015 uzavřeno pro komplexní víceletou renovaci. Znovu se otevřelo 30. listopadu 2019.

### Zahrada Salisbury Garden
Zahrada Salisbury Garden (čínsky: 梳士巴利花園) je veřejná zahrada a umělecký komplex na pobřeží Victoria Harbour, otevřený v roce 1997; v roce 2014 byla rozšířena o tzv. náměstí umění Art Square (celý název: Art Square at Salisbury Garden), které slouží jako prostor pro umělecké akce, hudební vystoupení a další kulturní aktivity, zejména výstavy pro místní umělce.